# 藤岡涼音
藤岡 涼音（ふじおか すずね、1990年1月30日 - ）は、日本の女優、タレント。エヌ・エー・シーを経て、現在は系列のセグンドソルに所属。広島県出身。

## 出演

### 映画
- 夕映えのみち（2006年、教育映画） - 主演・大石あかり 役
- ジャーマン+雨（2007年） - 上野まき 役

### テレビドラマ
- あぐり家日和（2004年、中国放送） - 阿久里夏生 役
- お江戸吉原事件帖（2007年、テレビ東京） - 桔梗 役
- 京都地検の女5（2009年、テレビ朝日） - 成増友子 役
- メイド刑事 第1話（2009年、テレビ朝日） - 立花由紀 役
- カーネーション（2011年 - 2012年、NHK）

### バラエティ
- みらい・ありいな ワタシノハチロク（2005年、NHK）
- 日本史サスペンス劇場（日本テレビ）

### CM
- 良和ハウス
- 徳山大学
- 比治山大学・比治山短期大学
- みどりまち
- 参議院議員選挙
- コンパイル
- オタフクソース
- 大日本除虫菊 キンチョール

### その他
- 地球温暖化防止 因島市しまなみエコロジー
- ラウンドワン・アルバイト研修用